# Victoire van Saksen-Coburg-Saalfeld
Marie Louise Victoire van Saksen-Coburg-Saalfeld (Coburg, 17 augustus 1786 – Windsor Castle, 16 maart 1861) was een Duitse prinses, de moeder van de Britse koningin Victoria. 
Zij was de dochter van hertog Frans van Saksen-Coburg-Saalfeld en diens tweede vrouw Augusta. Zij was een zuster van de Belgische koning Leopold I.
Op 21 december 1803 trouwde ze in Coburg met vorst Emich Karel van Leiningen, die eerder getrouwd was geweest met haar tante Henriette (van Reuss-Ebersdorf en Lobenstein), een zus van haar moeder.
Het paar kreeg twee kinderen:
- Karl Friedrich Wilhelm Emich (1804-1856)
- Feodora van Leiningen (1807-1872), in 1828 gehuwd met vorst Ernst Christiaan van Hohenlohe-Langenburg (1794-1860).

Na het overlijden van Karel in 1814 hertrouwde Victoire op 29 mei 1818 met Eduard August, hertog van Kent, de broer van de latere Britse koning George IV Zij kregen een dochter:
- Victoria, de latere koningin van Engeland.

Toen haar tweede echtgenoot ook al snel overleed, in 1820, leek er objectief gezien weinig reden voor haar te zijn om in Engeland te blijven. Ze sprak de taal niet en had bovendien nog een kasteel in Coburg, waar ze had kunnen wonen.  Ze bleef toch in Engeland, omdat de Britse monarchie in een opvolgingscrisis verkeerde. Noch koning George IV, noch zijn opvolger Willem IV hadden nakomelingen en de kleine Victoria stond derhalve hoog in de lijn van troonsopvolging. Niettemin weigerde het Engelse parlement hun een uitkering te verschaffen. 
Victoire was muzikaal getalenteerd en componeerde onder andere in 1836 de Artillery Slow March, ook bekend als Duchess of Kent March. Verder wordt zij als auteur van de Grand March for the 1st Life Guards Regiment aangezien. 
Victoire leunde zwaar op haar persoonlijk secretaris John Conroy. Zozeer zelfs dat de geruchten gingen dat Conroy de vader van Victoria was. Hier zijn nooit bewijzen voor gevonden. Victoire en haar dochter zouden, totdat de laatste koningin geworden was, een slaapkamer delen; daarna kregen ze verschillende appartementen. Dat zou het begin inluiden van een periode van bekoeling tussen moeder en dochter, die later pas enigszins hersteld zou worden.

## Kwartierstaat
| Frans Jozias van Saksen-Coburg-Saalfeld (1697-1764) | Frans Jozias van Saksen-Coburg-Saalfeld (1697-1764) | Frans Jozias van Saksen-Coburg-Saalfeld (1697-1764) | Frans Jozias van Saksen-Coburg-Saalfeld (1697-1764) | Frans Jozias van Saksen-Coburg-Saalfeld (1697-1764)   | Frans Jozias van Saksen-Coburg-Saalfeld (1697-1764)   | Anna Sophia van Schwarzburg-Rudolstadt (1700-1780)    | Anna Sophia van Schwarzburg-Rudolstadt (1700-1780)    | Anna Sophia van Schwarzburg-Rudolstadt (1700-1780)    | Anna Sophia van Schwarzburg-Rudolstadt (1700-1780)    | Anna Sophia van Schwarzburg-Rudolstadt (1700-1780) | Anna Sophia van Schwarzburg-Rudolstadt (1700-1780) |                                                   |                                                   | Ferdinand Albrecht II van Brunswijk-Wolfenbüttel (1680-1735) | Ferdinand Albrecht II van Brunswijk-Wolfenbüttel (1680-1735) | Ferdinand Albrecht II van Brunswijk-Wolfenbüttel (1680-1735) | Ferdinand Albrecht II van Brunswijk-Wolfenbüttel (1680-1735) | Ferdinand Albrecht II van Brunswijk-Wolfenbüttel (1680-1735) | Ferdinand Albrecht II van Brunswijk-Wolfenbüttel (1680-1735) | Antoinette Amalia van Brunswijk-Wolfenbüttel (1696-1772) | Antoinette Amalia van Brunswijk-Wolfenbüttel (1696-1772) | Antoinette Amalia van Brunswijk-Wolfenbüttel (1696-1772) | Antoinette Amalia van Brunswijk-Wolfenbüttel (1696-1772) | Antoinette Amalia van Brunswijk-Wolfenbüttel (1696-1772) | Antoinette Amalia van Brunswijk-Wolfenbüttel (1696-1772) |                                                |                                                | Hendrik XXIX van Reuss-Ebersdorf (1699-1747)   | Hendrik XXIX van Reuss-Ebersdorf (1699-1747)   | Hendrik XXIX van Reuss-Ebersdorf (1699-1747) | Hendrik XXIX van Reuss-Ebersdorf (1699-1747) | Hendrik XXIX van Reuss-Ebersdorf (1699-1747)                          | Hendrik XXIX van Reuss-Ebersdorf (1699-1747)                          | Sophie Theodora van Castell-Remlingen (1703-1777)                     | Sophie Theodora van Castell-Remlingen (1703-1777)                     | Sophie Theodora van Castell-Remlingen (1703-1777)                     | Sophie Theodora van Castell-Remlingen (1703-1777)                     | Sophie Theodora van Castell-Remlingen (1703-1777)     | Sophie Theodora van Castell-Remlingen (1703-1777)     |                                                       |                                                       | Georg August van Erbach-Schönberg (1691-1758)         | Georg August van Erbach-Schönberg (1691-1758)         | Georg August van Erbach-Schönberg (1691-1758)       | Georg August van Erbach-Schönberg (1691-1758)       | Georg August van Erbach-Schönberg (1691-1758)       | Georg August van Erbach-Schönberg (1691-1758)       | Ferdinande Henriette van Stolberg-Gedern (1699-1750) | Ferdinande Henriette van Stolberg-Gedern (1699-1750) | Ferdinande Henriette van Stolberg-Gedern (1699-1750) | Ferdinande Henriette van Stolberg-Gedern (1699-1750) | Ferdinande Henriette van Stolberg-Gedern (1699-1750) | Ferdinande Henriette van Stolberg-Gedern (1699-1750) |  |  |  |  |  |  |  |  |  |  |  |  |  |  |  |  |  |  |  |  |  |  |  |  |  |  |  |  |  |  |  |  |  |  |  |  |  |  |  |  |  |  |  |  |  |  |  |  |
| Frans Jozias van Saksen-Coburg-Saalfeld (1697-1764) | Frans Jozias van Saksen-Coburg-Saalfeld (1697-1764) | Frans Jozias van Saksen-Coburg-Saalfeld (1697-1764) | Frans Jozias van Saksen-Coburg-Saalfeld (1697-1764) | Frans Jozias van Saksen-Coburg-Saalfeld (1697-1764)   | Frans Jozias van Saksen-Coburg-Saalfeld (1697-1764)   | Anna Sophia van Schwarzburg-Rudolstadt (1700-1780)    | Anna Sophia van Schwarzburg-Rudolstadt (1700-1780)    | Anna Sophia van Schwarzburg-Rudolstadt (1700-1780)    | Anna Sophia van Schwarzburg-Rudolstadt (1700-1780)    | Anna Sophia van Schwarzburg-Rudolstadt (1700-1780) | Anna Sophia van Schwarzburg-Rudolstadt (1700-1780) |                                                   |                                                   | Ferdinand Albrecht II van Brunswijk-Wolfenbüttel (1680-1735) | Ferdinand Albrecht II van Brunswijk-Wolfenbüttel (1680-1735) | Ferdinand Albrecht II van Brunswijk-Wolfenbüttel (1680-1735) | Ferdinand Albrecht II van Brunswijk-Wolfenbüttel (1680-1735) | Ferdinand Albrecht II van Brunswijk-Wolfenbüttel (1680-1735) | Ferdinand Albrecht II van Brunswijk-Wolfenbüttel (1680-1735) | Antoinette Amalia van Brunswijk-Wolfenbüttel (1696-1772) | Antoinette Amalia van Brunswijk-Wolfenbüttel (1696-1772) | Antoinette Amalia van Brunswijk-Wolfenbüttel (1696-1772) | Antoinette Amalia van Brunswijk-Wolfenbüttel (1696-1772) | Antoinette Amalia van Brunswijk-Wolfenbüttel (1696-1772) | Antoinette Amalia van Brunswijk-Wolfenbüttel (1696-1772) |                                                |                                                | Hendrik XXIX van Reuss-Ebersdorf (1699-1747)   | Hendrik XXIX van Reuss-Ebersdorf (1699-1747)   | Hendrik XXIX van Reuss-Ebersdorf (1699-1747) | Hendrik XXIX van Reuss-Ebersdorf (1699-1747) | Hendrik XXIX van Reuss-Ebersdorf (1699-1747)                          | Hendrik XXIX van Reuss-Ebersdorf (1699-1747)                          | Sophie Theodora van Castell-Remlingen (1703-1777)                     | Sophie Theodora van Castell-Remlingen (1703-1777)                     | Sophie Theodora van Castell-Remlingen (1703-1777)                     | Sophie Theodora van Castell-Remlingen (1703-1777)                     | Sophie Theodora van Castell-Remlingen (1703-1777)     | Sophie Theodora van Castell-Remlingen (1703-1777)     |                                                       |                                                       | Georg August van Erbach-Schönberg (1691-1758)         | Georg August van Erbach-Schönberg (1691-1758)         | Georg August van Erbach-Schönberg (1691-1758)       | Georg August van Erbach-Schönberg (1691-1758)       | Georg August van Erbach-Schönberg (1691-1758)       | Georg August van Erbach-Schönberg (1691-1758)       | Ferdinande Henriette van Stolberg-Gedern (1699-1750) | Ferdinande Henriette van Stolberg-Gedern (1699-1750) | Ferdinande Henriette van Stolberg-Gedern (1699-1750) | Ferdinande Henriette van Stolberg-Gedern (1699-1750) | Ferdinande Henriette van Stolberg-Gedern (1699-1750) | Ferdinande Henriette van Stolberg-Gedern (1699-1750) |  |  |  |  |  |  |  |  |  |  |  |  |  |  |  |  |  |  |  |  |  |  |  |  |  |  |  |  |  |  |  |  |  |  |  |  |  |  |  |  |  |  |  |  |  |  |  |  |
|                                                     |                                                     |                                                     |                                                     |                                                       |                                                       |                                                       |                                                       |                                                       |                                                       |                                                    |                                                    |                                                   |                                                   |                                                              |                                                              |                                                              |                                                              |                                                              |                                                              |                                                          |                                                          |                                                          |                                                          |                                                          |                                                          |                                                |                                                |                                                |                                                |                                              |                                              |                                                                       |                                                                       |                                                                       |                                                                       |                                                                       |                                                                       |                                                       |                                                       |                                                       |                                                       |                                                       |                                                       |                                                     |                                                     |                                                     |                                                     |                                                      |                                                      |                                                      |                                                      |                                                      |                                                      |  |  |  |  |  |  |  |  |  |  |  |  |  |  |  |  |  |  |  |  |  |  |  |  |  |  |  |  |  |  |  |  |  |  |  |  |  |  |  |  |  |  |  |  |  |  |  |  |
|                                                     |                                                     |                                                     |                                                     | Ernst Frederik van Saksen-Coburg-Saalfeld (1724–1800) | Ernst Frederik van Saksen-Coburg-Saalfeld (1724–1800) | Ernst Frederik van Saksen-Coburg-Saalfeld (1724–1800) | Ernst Frederik van Saksen-Coburg-Saalfeld (1724–1800) | Ernst Frederik van Saksen-Coburg-Saalfeld (1724–1800) | Ernst Frederik van Saksen-Coburg-Saalfeld (1724–1800) |                                                    |                                                    |                                                   |                                                   |                                                              |                                                              | Sofie Antoinette van Brunswijk-Wolfenbüttel (1724-1802)      | Sofie Antoinette van Brunswijk-Wolfenbüttel (1724-1802)      | Sofie Antoinette van Brunswijk-Wolfenbüttel (1724-1802)      | Sofie Antoinette van Brunswijk-Wolfenbüttel (1724-1802)      | Sofie Antoinette van Brunswijk-Wolfenbüttel (1724-1802)  | Sofie Antoinette van Brunswijk-Wolfenbüttel (1724-1802)  |                                                          |                                                          |                                                          |                                                          |                                                |                                                |                                                |                                                |                                              |                                              | Hendrik XXIV van Reuss-Ebersdorf (1724-1779)                          | Hendrik XXIV van Reuss-Ebersdorf (1724-1779)                          | Hendrik XXIV van Reuss-Ebersdorf (1724-1779)                          | Hendrik XXIV van Reuss-Ebersdorf (1724-1779)                          | Hendrik XXIV van Reuss-Ebersdorf (1724-1779)                          | Hendrik XXIV van Reuss-Ebersdorf (1724-1779)                          |                                                       |                                                       |                                                       |                                                       |                                                       |                                                       | Caroline Ernestine van Erbach-Schönberg (1727-1796) | Caroline Ernestine van Erbach-Schönberg (1727-1796) | Caroline Ernestine van Erbach-Schönberg (1727-1796) | Caroline Ernestine van Erbach-Schönberg (1727-1796) | Caroline Ernestine van Erbach-Schönberg (1727-1796)  | Caroline Ernestine van Erbach-Schönberg (1727-1796)  |                                                      |                                                      |                                                      |                                                      |  |  |  |  |  |  |  |  |  |  |  |  |  |  |  |  |  |  |  |  |  |  |  |  |  |  |  |  |  |  |  |  |  |  |  |  |  |  |  |  |  |  |  |  |  |  |  |  |
|                                                     |                                                     |                                                     |                                                     | Ernst Frederik van Saksen-Coburg-Saalfeld (1724–1800) | Ernst Frederik van Saksen-Coburg-Saalfeld (1724–1800) | Ernst Frederik van Saksen-Coburg-Saalfeld (1724–1800) | Ernst Frederik van Saksen-Coburg-Saalfeld (1724–1800) | Ernst Frederik van Saksen-Coburg-Saalfeld (1724–1800) | Ernst Frederik van Saksen-Coburg-Saalfeld (1724–1800) |                                                    |                                                    |                                                   |                                                   |                                                              |                                                              | Sofie Antoinette van Brunswijk-Wolfenbüttel (1724-1802)      | Sofie Antoinette van Brunswijk-Wolfenbüttel (1724-1802)      | Sofie Antoinette van Brunswijk-Wolfenbüttel (1724-1802)      | Sofie Antoinette van Brunswijk-Wolfenbüttel (1724-1802)      | Sofie Antoinette van Brunswijk-Wolfenbüttel (1724-1802)  | Sofie Antoinette van Brunswijk-Wolfenbüttel (1724-1802)  |                                                          |                                                          |                                                          |                                                          |                                                |                                                |                                                |                                                |                                              |                                              | Hendrik XXIV van Reuss-Ebersdorf (1724-1779)                          | Hendrik XXIV van Reuss-Ebersdorf (1724-1779)                          | Hendrik XXIV van Reuss-Ebersdorf (1724-1779)                          | Hendrik XXIV van Reuss-Ebersdorf (1724-1779)                          | Hendrik XXIV van Reuss-Ebersdorf (1724-1779)                          | Hendrik XXIV van Reuss-Ebersdorf (1724-1779)                          |                                                       |                                                       |                                                       |                                                       |                                                       |                                                       | Caroline Ernestine van Erbach-Schönberg (1727-1796) | Caroline Ernestine van Erbach-Schönberg (1727-1796) | Caroline Ernestine van Erbach-Schönberg (1727-1796) | Caroline Ernestine van Erbach-Schönberg (1727-1796) | Caroline Ernestine van Erbach-Schönberg (1727-1796)  | Caroline Ernestine van Erbach-Schönberg (1727-1796)  |                                                      |                                                      |                                                      |                                                      |  |  |  |  |  |  |  |  |  |  |  |  |  |  |  |  |  |  |  |  |  |  |  |  |  |  |  |  |  |  |  |  |  |  |  |  |  |  |  |  |  |  |  |  |  |  |  |  |
|                                                     |                                                     |                                                     |                                                     |                                                       |                                                       |                                                       |                                                       |                                                       |                                                       | Frans van Saksen-Coburg-Saalfeld (1750-1806)       | Frans van Saksen-Coburg-Saalfeld (1750-1806)       | Frans van Saksen-Coburg-Saalfeld (1750-1806)      | Frans van Saksen-Coburg-Saalfeld (1750-1806)      | Frans van Saksen-Coburg-Saalfeld (1750-1806)                 | Frans van Saksen-Coburg-Saalfeld (1750-1806)                 |                                                              |                                                              |                                                              |                                                              |                                                          |                                                          |                                                          |                                                          |                                                          |                                                          |                                                |                                                |                                                |                                                |                                              |                                              |                                                                       |                                                                       |                                                                       |                                                                       |                                                                       |                                                                       | Augusta van Reuss-Ebersdorf en Lobenstein (1757-1831) | Augusta van Reuss-Ebersdorf en Lobenstein (1757-1831) | Augusta van Reuss-Ebersdorf en Lobenstein (1757-1831) | Augusta van Reuss-Ebersdorf en Lobenstein (1757-1831) | Augusta van Reuss-Ebersdorf en Lobenstein (1757-1831) | Augusta van Reuss-Ebersdorf en Lobenstein (1757-1831) |                                                     |                                                     |                                                     |                                                     |                                                      |                                                      |                                                      |                                                      |                                                      |                                                      |  |  |  |  |  |  |  |  |  |  |  |  |  |  |  |  |  |  |  |  |  |  |  |  |  |  |  |  |  |  |  |  |  |  |  |  |  |  |  |  |  |  |  |  |  |  |  |  |
|                                                     |                                                     |                                                     |                                                     |                                                       |                                                       |                                                       |                                                       |                                                       |                                                       | Frans van Saksen-Coburg-Saalfeld (1750-1806)       | Frans van Saksen-Coburg-Saalfeld (1750-1806)       | Frans van Saksen-Coburg-Saalfeld (1750-1806)      | Frans van Saksen-Coburg-Saalfeld (1750-1806)      | Frans van Saksen-Coburg-Saalfeld (1750-1806)                 | Frans van Saksen-Coburg-Saalfeld (1750-1806)                 |                                                              |                                                              |                                                              |                                                              |                                                          |                                                          |                                                          |                                                          |                                                          |                                                          |                                                |                                                |                                                |                                                |                                              |                                              |                                                                       |                                                                       |                                                                       |                                                                       |                                                                       |                                                                       | Augusta van Reuss-Ebersdorf en Lobenstein (1757-1831) | Augusta van Reuss-Ebersdorf en Lobenstein (1757-1831) | Augusta van Reuss-Ebersdorf en Lobenstein (1757-1831) | Augusta van Reuss-Ebersdorf en Lobenstein (1757-1831) | Augusta van Reuss-Ebersdorf en Lobenstein (1757-1831) | Augusta van Reuss-Ebersdorf en Lobenstein (1757-1831) |                                                     |                                                     |                                                     |                                                     |                                                      |                                                      |                                                      |                                                      |                                                      |                                                      |  |  |  |  |  |  |  |  |  |  |  |  |  |  |  |  |  |  |  |  |  |  |  |  |  |  |  |  |  |  |  |  |  |  |  |  |  |  |  |  |  |  |  |  |  |  |  |  |
|                                                     |                                                     |                                                     |                                                     |                                                       |                                                       |                                                       |                                                       |                                                       |                                                       |                                                    |                                                    |                                                   |                                                   |                                                              |                                                              |                                                              |                                                              |                                                              |                                                              |                                                          |                                                          |                                                          |                                                          |                                                          |                                                          |                                                |                                                |                                                |                                                |                                              |                                              |                                                                       |                                                                       |                                                                       |                                                                       |                                                                       |                                                                       |                                                       |                                                       |                                                       |                                                       |                                                       |                                                       |                                                     |                                                     |                                                     |                                                     |                                                      |                                                      |                                                      |                                                      |                                                      |                                                      |  |  |  |  |  |  |  |  |  |  |  |  |  |  |  |  |  |  |  |  |  |  |  |  |  |  |  |  |  |  |  |  |  |  |  |  |  |  |  |  |  |  |  |  |  |  |  |  |
|                                                     |                                                     |                                                     |                                                     |                                                       |                                                       |                                                       |                                                       |                                                       |                                                       |                                                    |                                                    |                                                   |                                                   |                                                              |                                                              |                                                              |                                                              |                                                              |                                                              |                                                          |                                                          |                                                          |                                                          |                                                          |                                                          |                                                |                                                |                                                |                                                |                                              |                                              |                                                                       |                                                                       |                                                                       |                                                                       |                                                                       |                                                                       |                                                       |                                                       |                                                       |                                                       |                                                       |                                                       |                                                     |                                                     |                                                     |                                                     |                                                      |                                                      |                                                      |                                                      |                                                      |                                                      |  |  |  |  |  |  |  |  |  |  |  |  |  |  |  |  |  |  |  |  |  |  |  |  |  |  |  |  |  |  |  |  |  |  |  |  |  |  |  |  |  |  |  |  |  |  |  |  |
| Sophie van Saksen-Coburg-Saalfeld (1778-1835)       | Sophie van Saksen-Coburg-Saalfeld (1778-1835)       | Sophie van Saksen-Coburg-Saalfeld (1778-1835)       | Sophie van Saksen-Coburg-Saalfeld (1778-1835)       | Sophie van Saksen-Coburg-Saalfeld (1778-1835)         | Sophie van Saksen-Coburg-Saalfeld (1778-1835)         |                                                       |                                                       | Antoinette van Saksen-Coburg-Saalfeld (1779-1825)     | Antoinette van Saksen-Coburg-Saalfeld (1779-1825)     | Antoinette van Saksen-Coburg-Saalfeld (1779-1825)  | Antoinette van Saksen-Coburg-Saalfeld (1779-1825)  | Antoinette van Saksen-Coburg-Saalfeld (1779-1825) | Antoinette van Saksen-Coburg-Saalfeld (1779-1825) |                                                              |                                                              | Juliana van Saksen-Coburg-Saalfeld (1781-1860)               | Juliana van Saksen-Coburg-Saalfeld (1781-1860)               | Juliana van Saksen-Coburg-Saalfeld (1781-1860)               | Juliana van Saksen-Coburg-Saalfeld (1781-1860)               | Juliana van Saksen-Coburg-Saalfeld (1781-1860)           | Juliana van Saksen-Coburg-Saalfeld (1781-1860)           |                                                          |                                                          | Ernst I van Saksen-Coburg en Gotha (1784-1844)           | Ernst I van Saksen-Coburg en Gotha (1784-1844)           | Ernst I van Saksen-Coburg en Gotha (1784-1844) | Ernst I van Saksen-Coburg en Gotha (1784-1844) | Ernst I van Saksen-Coburg en Gotha (1784-1844) | Ernst I van Saksen-Coburg en Gotha (1784-1844) |                                              |                                              | Ferdinand George August van Saksen-Coburg-Saalfeld-Koháry (1785-1851) | Ferdinand George August van Saksen-Coburg-Saalfeld-Koháry (1785-1851) | Ferdinand George August van Saksen-Coburg-Saalfeld-Koháry (1785-1851) | Ferdinand George August van Saksen-Coburg-Saalfeld-Koháry (1785-1851) | Ferdinand George August van Saksen-Coburg-Saalfeld-Koháry (1785-1851) | Ferdinand George August van Saksen-Coburg-Saalfeld-Koháry (1785-1851) |                                                       |                                                       | Victoire van Saksen-Coburg-Saalfeld (1786-1861)       | Victoire van Saksen-Coburg-Saalfeld (1786-1861)       | Victoire van Saksen-Coburg-Saalfeld (1786-1861)       | Victoire van Saksen-Coburg-Saalfeld (1786-1861)       | Victoire van Saksen-Coburg-Saalfeld (1786-1861)     | Victoire van Saksen-Coburg-Saalfeld (1786-1861)     |                                                     |                                                     | Leopold I van België (1790-1865)                     | Leopold I van België (1790-1865)                     | Leopold I van België (1790-1865)                     | Leopold I van België (1790-1865)                     | Leopold I van België (1790-1865)                     | Leopold I van België (1790-1865)                     |  |  |  |  |  |  |  |  |  |  |  |  |  |  |  |  |  |  |  |  |  |  |  |  |  |  |  |  |  |  |  |  |  |  |  |  |  |  |  |  |  |  |  |  |  |  |  |  |